# Машина смерті
Машина смерті (англ. Death Machine) — британський фантастичний бойовик 1994 року.

## Сюжет
Бойовий робот, запрограмований тільки на знищення, вийшов з-під контролю. Пульт управління цим чудовиськом опинився в руках безумця-маніяка, який відчув повну владу над людьми. Перед цим сталевим чудовиськом немає перешкод: вогневі заслони, бетонні стіни, броньовані двері долаються ним без всяких зусиль. Протистояти цьому сталевому монстру може тільки кіберсолдат, в якого перетворюється один з переслідуваних.

## У ролях
- Бред Дуріф — Джек Данте
- Елі Пугет — Хайден Кейл
- Вільям Хуткінс — Джон Карпентер
- Джон Шеріан — Сем Реймі
- Мартін МакДугалл — Ютані
- Андреас Вишневскі — Вейланд
- Річард Брейк — Скотт Рідлі
- Алекс Брукс — шериф Діксон
- Стюарт Ст. Пол — Гатлінг Хардман
- Джекі Совіріс — офіціантка
- Аннемарі Лоулесс — демонстратор
- Джулі Кокс — демонстратор
- Кетлін Тессарі — репортер
- Рональд Ферні — репортер
- Леслі Ліон — репортер
- Джейсон Шеперд — репортер
- Коллін Карні — дівчина
- Роберт Йезек — оператор
- Рейчел Вайс — молодший спеціаліст